# Аббатство Сан-Меркуриале
Аббатство Сан-Меркуриале (итал. Abbazia di San Mercuriale) — главное религиозное сооружение города Форли на севере Италии (регион Эмилия-Романья). Представляет собой комплекс, состоящий из собора (базилики), колокольни и монастыря (аббатства). Аббатство (как общее название комплекса) находится на центральной площади города и является самым древним зданием в городе (XII век). Оно — центр культурной, а также университетской жизни города: там постоянно проходят лекции, выставки и форумы.

## История
Первая церковь появилась здесь в IV веке и была посвящена святому Стефану. В IX веке она уже посвящалась святому Меркуриалию, епископу Форлийскому. В 1173 году здание было уничтожено пожаром. В 1176 году оно было передано Валломброзианскому ордену, который основал на его месте аббатство.
Современное здание было построено в 1180 году в ломбардо-романском вместе с кирпичной кампанилой (колокольней). Последняя, высотой 75 м, является одной из самых высоких в Италии. В XIII веке она считалась одним из чудес Итальянского королевства.
В то время, церковь, когда-то находившаяся за пределами древнего римского города, была включена в новую гряду оборонительных стен. В XV веке к сооружению был присоединён монастырь валломброзиан. В XIX веке собор меньшего размера был по большей части уничтожен огнём.

## Описание
Аббатство имеет прямоугольную форму, оно украшено аркадами, которые поддерживаются тонкими колоннами. Через арки можно пройти в просторный двор, в центре которого находится древний колодец, сохранившийся до наших дней.
Кирпичный фасад церкви украшает великолепная роза (большое круглое окно), находящаяся над главным входом. На ней изображены сюжеты «Теофании» и «Поклонения волхвов», они приписываются так называемому Мастеру Месяцев, работавшему в Феррарском соборе. Апсида церкви была перестроена в 1585 году. Этим же периодом датируются деревянные хоры Алессандро Биньи из Бергамо.
Внутри церковь украшает множество произведений искусства. Самое известное — это гробница Барбары Манфреди, молодой жены Пино III Орделаффи, властителя Форли. Она была высечена мастером Франческо ди Симоне Феруччи из Фьезоле. Когда-то она находилась в церкви Сан-Бьяджо, которая была разрушена в ходе Второй мировой войны.
Другие достопримечательности:
- Часовня Ферри, с аркадами из истрийского камня работы Якопо Бьянки из Улцини, с прекрасными украшениями и гротесками в ломбардском стиле.
- Картины Марко Пальмеццано: «Мадонна на троне со святыми Иоанном Евангелистом и Екатериной Александрийской», «Распятие со святым Иоанном Гуальбертом и Магдалиной» и «Мадонна со святыми Ансельмом, Августином и Стефаном» (одна из его лучших работ).
- Часовня Меркуриалия, со штукатуркой и фресками Антонио Темпеста и других. Она хранит в себе работы Доменико Пассиньяно, Лодовико Карди, Бальдассаре Каррари, Санти ди Тито и Франческо Менцокки. Строительству часовни способствовал выдающийся доктор Джироламо Меркуриале со своим сыном Массимилиано с целью почтить святых Джироламо и Меркуриалия. Часовня была закончена в 1606 году, в год смерти Джироламо Меркуриале, который хотел быть погребённым в ней[3].
- Часовня Причастия.

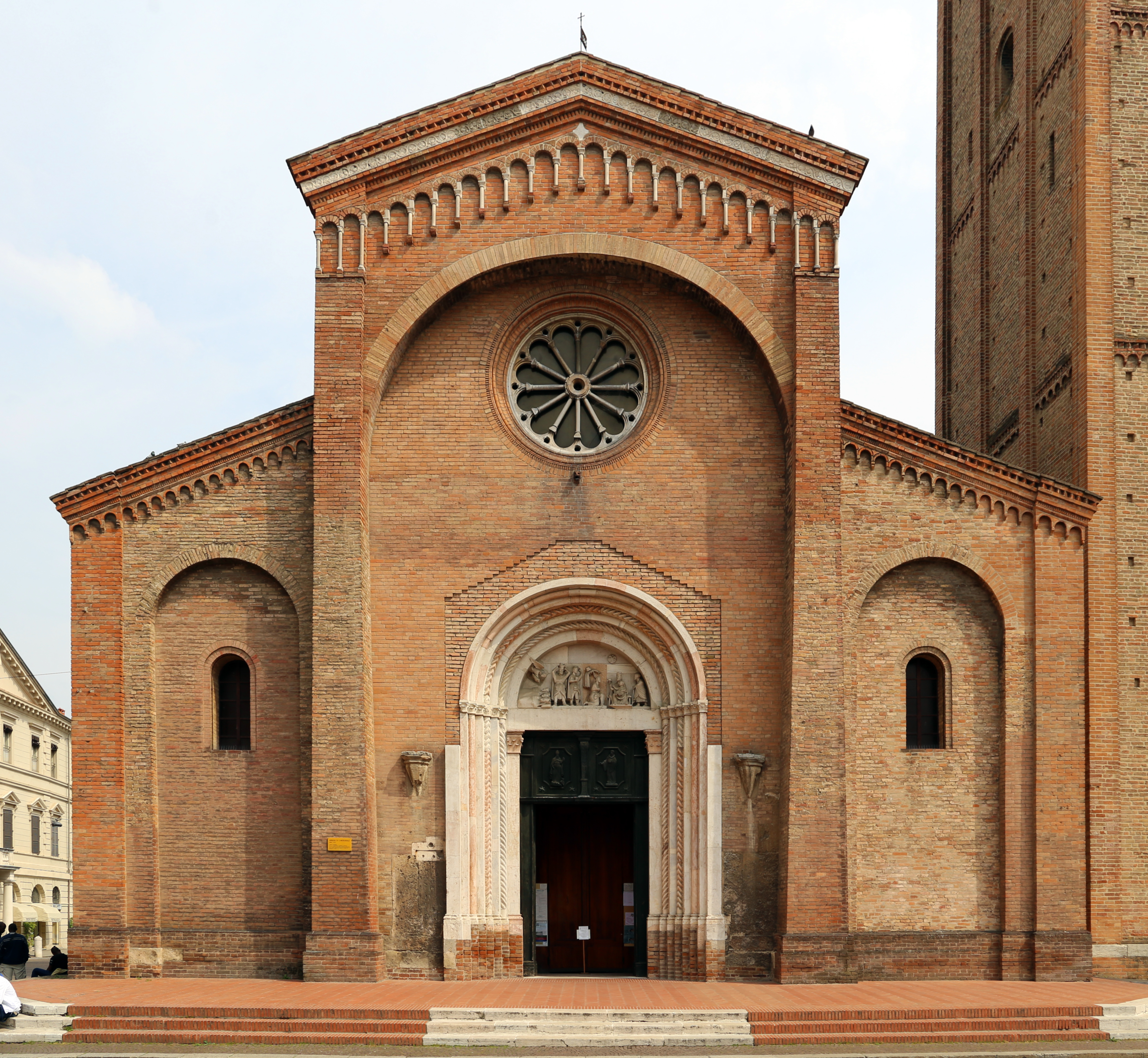
Фасад церкви
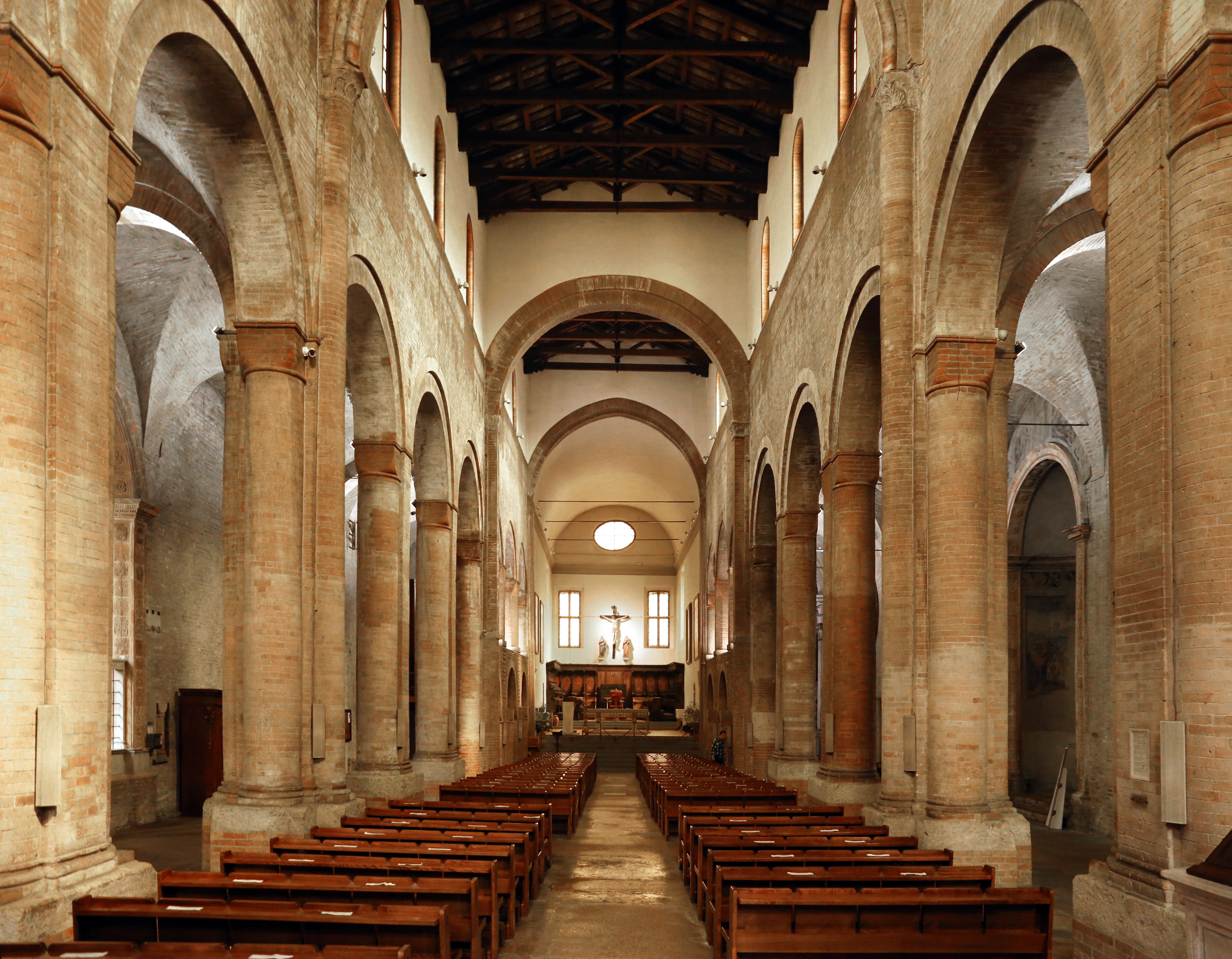
Внутри церкви
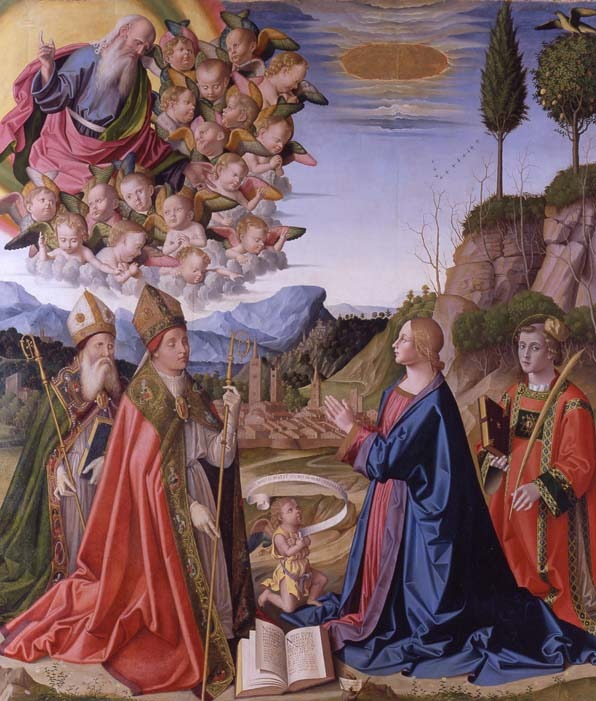
Картина Марко Пальмеццано

## В массовой культуре
В аббатстве Сан-Меркуриале происходит одна из миссий игры Assassin's Creed II, чьи действия разворачиваются в Италии в конце XV века.